# Rivière à Saumon
Rivière à Saumon är ett vattendrag i Kanada.   Det ligger i provinsen Québec, i den östra delen av landet, 1 400 km nordost om huvudstaden Ottawa. Rivière à Saumon ligger vid sjön Lac Wapustagamau.
Trakten runt Rivière à Saumon är nära nog obefolkad, med mindre än två invånare per kvadratkilometer.